# 平惟範
平惟範（たいら の これのり，855年—909年11月3日）日本平安時代前期的公卿。他属于桓武平氏，是大納言平高棟（高棟王）的三儿子。官位为从三位、中纳言。

## 生平
贞观16年（874年）平惟範凭借三世王的荫位直接被授予从五位下的官位，担任藏人一职，在清和天皇退位前的三年里，一直侍奉在天皇身边。次年贞观17年（875年），他又被任命为皇太后宫权亮，此后近三十年间，历经清和、陽成、光孝、宇多四朝，还侍奉过清和天皇的母亲皇太后藤原明子。在此期间，他的官位稳步提升：元慶元年（877年）升为从五位上，元庆4年（880年）升为正五位下，仁和2年（886年）升为从四位下，宽平6年（894年）升为从四位上。仁和4年（888年），刚刚即位不久、展现出亲政意愿的宇多天皇向他提出请求，他便上奏了七条封事。
醍醐天皇延喜2年（902年），平惟範被任命为参议，跻身公卿之列。他作为议政官，同时兼任大藏卿和左兵卫督，延喜4年（904年），他晋升为正四位下。延喜8年（908年），他被任命为从三位、中纳言，第二年延喜9年（909年）又兼任右近卫大将，同年九月十八日去世，享年五十五岁。他的最终官位是中纳言、从三位、右近卫大将。
平惟範学识渊博，曾奉醍醐天皇之命参与编纂《延喜格》，这部典籍汇总了从贞观到延喜年间的诏敕类文书。他还通晓汉诗，宇多朝仁和4年（888年），画师巨势金冈在御所的障子上绘制当代优秀汉诗人时，平惟範也被选中。宽平元年（889年）举办的残菊宴上，他所作的汉诗作品也流传至今。

## 系譜
- 父：平高棟
- 母：藤原有子（藤原長良之女）
- 妻：人康親王之女
  - 子：平時望（877-938）
  - 子：平伊望（881-939）